# Dariusz Niemirowicz
Dariusz Niemirowicz (ur. 1952 w Warszawie) – polski śpiewak operowy (bas) i pedagog śpiewu.

## Życiorys
Po maturze w roku 1971 rozpoczął kształcenie głosu w Państwowej Średniej Szkole Muzycznej im. Fryderyka Chopina w Warszawie w klasie profesor Zofii Bregy. W latach 1973 do 1978 studiował śpiew solowy w Państwowej Wyższej Szkole Muzycznej w Warszawie w klasie profesor Aliny Bolechowskiej.
Obecnie pracuje jako niezależny solista i pedagog w Zespole Szkół Muzycznych II st. w Warszawie oraz adiunkt na Uniwersytecie Muzycznym Fryderyka Chopina w Warszawie.

## Działalność

### Jako śpiewak operowy
Debiutował w Warszawskiej Operze Kameralnej i Teatrze Wielkim w Warszawie. W 1981 roku otrzymał angaż do Landestheater Coburg, następnie do Theater der Stadt Heidelberg i do Musiktheater im Revier Gelsenkirchen. Gościnnie występował w całych Niemczech. Od 1990 do 1996 roku był solistą Volksoper i Staatsoper in Wien. W 1997 roku powrócił na scenę niemiecką do Stadttheater Freiburg.
Jego repertuar obejmuje zarówno role gatunku buffa takie jak Don Pasquale czy Don Magnifico i Dulcamara, jak również seria – Sarastro, Mephisto, Zaccharia, Rocco, Philipp II. i szereg innych. Ma w swoim dorobku ponad sto partii operowych i operetkowych.

### Jako śpiewak koncertowy
Wykonuje partie oratoryjne i kantatowe: Elias, Paulus, Die Schöpfung.
W repertuarze posiada dzieła Bacha, Beethovena, Brucknera, Dvořáka, Händla, Haydna, Mendelssohna- Bartholdyego, Mozarta, Pucciniego, Reinthalera, Rossiniego, Schuberta, Schütza, Verdiego i in.

### Jako pedagog śpiewu
Uczy śpiewu od 1990 roku, od 2006 roku w Zespole Szkół Muzycznych II st. w Warszawie, jest adiunktem na Uniwersytecie Muzycznym Fryderyka Chopina w Warszawie.

## Nagrody i wyróżnienia
- Jest laureatem ogólnopolskich konkursów muzycznych roku 1976 i 1977
- 1977 otrzymał 2. nagrodę na Międzynarodowym Konkursie Muzycznym w Genewie
- 1978 otrzymał Stichting Buma-Fonds Prize na Międzynarodowym Konkursie Wokalnym w ’s-Hertogenbosch
- 1980 otrzymał Donemus Prize na Międzynarodowym Konkursie Wokalnym w ’s-Hertogenbosch[1]
- 1980 zdobył 2. nagrodę na Międzynarodowym Konkursie Muzycznym ARD w Monachium

## Fonografia
Nagrania radiowe i telewizyjne:
- 1981 La Bohème Giacomo Puccini, nagrane przez telewizję Czechosłowacką w Bratysławie

## Nagrania płytowe
- 1978 Eros und Psyche Ludomir Różycki
- 1985 Il Barbiere di Siviglia ovvero La precauzione inutile Giovanni Paisiello
- 1981 La Bohème Giacomo Puccini
- 1985 Il Signor Bruschino ossia Il figlio per azzardo Gioacchino Rossini
- 1992 Der Silbersee Kurt Weill
- 1995 Der Kuhhandel Kurt Weill
- 2006 Requiem pro Dufenctis Domenico Cimarosa